# Puya potosina
Puya potosina är en gräsväxtart som beskrevs av Lyman Bradford Smith. Puya potosina ingår i släktet Puya och familjen Bromeliaceae.
Artens utbredningsområde är Bolivia. Inga underarter finns listade i Catalogue of Life.